# Espineta
Espineta ou espinheta é um instrumento musical de cordas beliscadas, dotado de teclado, da família dos cravos. As cordas são beliscadas com uma pena de ave.
Seu uso foi muito difundido na Europa, paralelamente ao do cravo, desde o final do século XV até o século XVIII. Cravo e espineta eram praticamente sinônimos, na França. Na região de Flandres, no século XVII, um virginal era chamado "espineta".

## História
Em 1503, Giovanni Spinetti, em Veneza, construiu um instrumento de forma alongada, com cordas compridas de latão e um grande tampo harmônico abrangendo a totalidade do espaço disponível, o que fazia aumentar o volume de som. Nesse instrumento as cordas não eram agitadas por um tangente, mas sim postas em vibração por um plectro acoplado a um saltarelo. O plectro era feito de pena de pato e colocado na ponta do saltarelo de modo a beliscar a corda ao passar por ela. O saltarelo era uma peça de madeira fina e com cerca de 10 centímetros de comprimento, que ficava apoiada na extremidade da tecla, acompanhando o movimento da mesma. Uma pequena peça de feltro acoplada na ponta do saltarelo fazia a função de abafador, impedindo a corda de continuar a vibrar após a tecla voltar à posição de repouso. Esse instrumento chamou-se espineta.
Apesar de o sistema de funcionamento da espineta não permitir qualquer expressividade relacionada com o controle da intensidade, foi um instrumento que se tornou muito popular graças ao fato de produzir maior volume de som que o clavicórdio.
As espinetas variam o seu tamanho entre 1 metro e 17 centímetros aproximadamente. As mais pequenas podiam ser colocadas diretamente sobre uma mesa, o que aumentava ainda um pouco mais o volume sonoro.
Giovanni Spinnetti fazia as suas espinetas com o teclado exterior à caixa de ressonância, tal como acontece nos pianos atuais. Mas, em 1550, Rossi de Milão construiu espinetas em que o teclado estava inserido na caixa, tal como acontecia nos clavicórdios, o que tornava o instrumento mais compacto e mais facilmente transportável.
Naturalmente, vários construtores de espinetas na Itália, na Alemanha mas especialmente os ingleses experimentaram formas de incrementar o volume de som. No fim do Séc XVI Rimbault experimentou algo que parecia a união de um teclado com uma harpa, que pode ser considerado uma espécie de protótipo do formato do piano vertical. Esse instrumento certamente teria um mecanismo de grande complexidade, cuja construção não estaria facilmente ao alcance dos meios técnicos disponíveis naquela época. Para alguns historiadores essa estranha espineta inglesa seria o virginal. 
Pelos exemplares de espinetas que se conhece, parece razoável concluir-se que os construtores da Europa continental preferiam construí-las com a caixa de forma triangular, enquanto os ingleses as construíam com a caixa retangular, mais à semelhança dos clavicórdios. A caixa em forma de asa (tipo piano de cauda ) parece ter sido usada pela primeira vez pelo construtor Gerónimo de Bolonha em 1521.